# Musaranya de les Canàries
La musaranya de les Canàries (Crocidura canariensis) és una espècie de musaranya pertanyent a la família dels sorícids És un endemisme de Lanzarote i Fuerteventura (Illes Canàries). Té una distribució molt restringida i les seves principals amenaces són les ràpida urbanització, el desenvolupament d'infraestructures, la fragmentació i pèrdua del seu hàbitat, la dessecació de terrenys i la introducció del gat domèstic.